# Кени Беднарек
Кенет (Кени) Беднарек (енгл. Kenneth (Kenny) Bednarek; Тулса, 14. октобар 1998.) је амерички атлетичар, спринтер из Рајс Лејка, Висконсин. У трци на 200 метара освојио је сребрну медаљу на Олимпијским играма 2020. и 2024. као и на Светском првенству 2022. 

## Одрастање
Кенија и његовог брата близанца Иана, усвојила је Мери Беднарек и сви су се преселили у Рајс Лејк, Висконсин. Оба брата су кренула у бављење атлетиком почевши од другог разреда. Кени је играо амерички фудбал у средњој школи.

## Професионална каријера
У јулу 2019. Беднарек је потписао професионални уговор са Најкијем и почео да тренира на Флориди са бившим светским шампионом у спринту и освајачем олимпијске медаље Џастином Гетлином. Рекао је да је из средње школе изашао као специјалиста на 400 метара, али да је успешно прешао на 200 метара.
18. маја 2019. у Отумви, Ајова трчао је 200 метара за 19,82 с, а истог дана и 400 метара за 44,73 с. Само један атлетичар, Боцванац Исак Маквала, је икада трчао испод 20 секунди на 200 метара и испод 45 секунди на 400 метара у истом дану. Маквала је имао 28 година када је то урадио у Мадриду 6. јула 2014. године, чиме је Беднарек, са 20 година, постао најмлађи атлетичар који је успео да оствари овај подвиг. 
Беднарек је 4. августа 2021. освојио сребрну медаљу на Олимпијским играма у Токију у финалу на 200 метара са временом 19,68 секунди.
21. јула 2022. у Јуџину Беднарек је освојио сребро на 200 метара на Светском првенству са временом 19.77.
На Олимпијским играма у Паризу Беднарек се пласирао у финале на 100 метара, где је био 7. са временом 9,88. Беднарек се такође квалификовао за финале трке на 200 метара, где је својио сребрну медаљу иза Летсила Тебога.

## Лични живот
Беднареков надимак је "Кунг Фу Кени" јер носи траку око главе попут Рамба. Има кућног љубимца Хаскија по имену Рамбо.
Беднарек је католик. Забавља се са индијском голферицом Шармилом Николет.

## Статистика
Информације са профила Кенија Беднарека на сајту Светске атлетике.

### Лични рекорди
| Дисциплина | Време (секунде.стотинке) | Ветар (м/с) | Место одржавања         | Датум         | Напомене                        |
| ---------- | ------------------------ | ----------- | ----------------------- | ------------- | ------------------------------- |
| 100 м      | 9.87                     | +0,4        | Јуџин, Орегон, САД      | 23. јун 2024. |                                 |
| 200 м      | 19.59                    | +0,5        | Јуџин, Орегон, САД      | 29. јун 2024. |                                 |
| 200 м      | 19.49                    | +6.1*       | Хобс, Нови Мексико, САД | 17. мај 2019. | *Уз помоћ прејаког ветра у леђа |
| 400 м      | 44.73                    |             | Хобс, Нови Мексико, САД | 18. мај 2019. |                                 |

### Међународна такмичења
| Година | Такмичење         | Место                | Пласман | Дисциплина | Време (секунде.стотинке) | Ветар (метара у секунди) | Напомене                  |
| ------ | ----------------- | -------------------- | ------- | ---------- | ------------------------ | ------------------------ | ------------------------- |
| 2019   | Светско првенство | Доха, Катар          | 7. *    | 200 м      | 21.50                    | +0.7                     | * Испао у квалификацијама |
| 2021   | Олимпијске игре   | Токио, Јапан         | 2.      | 200 м      | 19.68                    | –0.5                     |                           |
| 2022   | Светско првенство | Јуџин, САД           | 2.      | 200 м      | 19.77                    | +0.4                     |                           |
| 2023   | Светско првенство | Будимпешта, Мађарска | 5.      | 200 м      | 20.07                    | –0.2                     |                           |
| 2024   | Олимпијске игре   | Париз, Француска     | 2.      | 200 м      | 19.62                    | +0.4                     |                           |